# Bertoldo di Baden
Bertoldo Federico Guglielmo Ernesto Augusto Enrico Carlo, Margravio di Baden (Karlsruhe, 24 febbraio 1906 – Spaichingen, 27 ottobre 1963), era il figlio del principe Massimiliano, margravio di Baden e della principessa Maria Luisa di Hannover e Cumberland. Dal 1929 e fino alla sua morte fu il capo del casato di Zähringen, che aveva regnato sul granducato di Baden fino al 1918..

## Matrimonio e figli
Sposò la principessa Teodora di Grecia e Danimarca, figlia del principe Andrea di Grecia e Danimarca e della principessa Alice di Battemberg, il 17 agosto 1931 a Baden-Baden, rendendolo cognato di Filippo, duca di Edimburgo. sua moglie era anche una sua cugina di secondo grado attraverso Cristiano IX di Danimarca.
I suoi figli furono:
- Margherita Alice Thyra Vittoria Maria Luisa Scolastica di Baden (14 luglio 1932 - 15 gennaio 2013), sposò civilmente, a Salem il 5 giugno 1957 e religiosamente il 6 giugno 1957 il principe Tomislavo di Iugoslavia ed ebbe figli; divorziarono nel 1981.
- Max Andrea Federico Gustavo Ernesto Augusto Bernardo di Baden (3 luglio 1933 - 29 dicembre 2022), sposò civilmente il 23 settembre 1966 a Salem e religiosamente il 30 settembre 1966 nel castello di Persenbeug, in Austria, l'arciduchessa Valeria d'Austria ed ebbe quattro figli.
- Luigi Guglielmo Giorgio Ernesto Cristoforo di Baden (nato il 16 marzo 1937), sposò civilmente a Salem il 21 settembre 1967 e religiosamente a Wald, nella Bassa Austria, il 21 ottobre 1967 la principessa Marianne di Auersperg-Breunner (nata il 15 dicembre 1943) ed ha tre figli.

## Morte
Morì il 27 ottobre 1963 a Spaichingen. Gli successe come margravio e capo famiglia il figlio Massimiliano.

## Ascendenza
|                                                  |                       |                                                     | Genitori                                                             |  |  | Nonni |  |  | Bisnonni                      |  |  | Trisnonni                         |  |
|                                                  |                       |                                                     |                                                                      |  |  |       |  |  | Leopoldo I, granduca di Baden |  |  | Carlo Federico, granduca di Baden |  |
|                                                  |                       |                                                     |                                                                      |  |  |       |  |  | Leopoldo I, granduca di Baden |  |  | Carlo Federico, granduca di Baden |  |
|                                                  |                       | baronessa Luisa Carolina Geyer di Geyersberg        |                                                                      |  |  |       |  |  | Leopoldo I, granduca di Baden |  |  |                                   |  |
| principe Guglielmo di Baden                      |                       |                                                     |                                                                      |  |  |       |  |  | Leopoldo I, granduca di Baden |  |  |                                   |  |
|                                                  |                       | principessa Sofia di Svezia                         | Gustavo IV Adolfo di Svezia                                          |  |  |       |  |  |                               |  |  |                                   |  |
|                                                  |                       | principessa Sofia di Svezia                         | Gustavo IV Adolfo di Svezia                                          |  |  |       |  |  |                               |  |  |                                   |  |
|                                                  |                       | principessa Sofia di Svezia                         | margravia Federica di Baden                                          |  |  |       |  |  |                               |  |  |                                   |  |
| principe Massimiliano di Baden                   |                       | principessa Sofia di Svezia                         |                                                                      |  |  |       |  |  |                               |  |  |                                   |  |
|                                                  |                       | Maximilian de Beauharnais, III Duca di Leuchtenberg | Eugenio di Beauharnais                                               |  |  |       |  |  |                               |  |  |                                   |  |
|                                                  |                       | Maximilian de Beauharnais, III Duca di Leuchtenberg | Eugenio di Beauharnais                                               |  |  |       |  |  |                               |  |  |                                   |  |
|                                                  |                       | Maximilian de Beauharnais, III Duca di Leuchtenberg | principessa Augusta di Baviera                                       |  |  |       |  |  |                               |  |  |                                   |  |
| Principessa Maria Maksimilianova di Leuchtenberg |                       | Maximilian de Beauharnais, III Duca di Leuchtenberg |                                                                      |  |  |       |  |  |                               |  |  |                                   |  |
|                                                  |                       | granduchessa Marija Nikolaevna di Russia            | Nicola I di Russia                                                   |  |  |       |  |  |                               |  |  |                                   |  |
|                                                  |                       | granduchessa Marija Nikolaevna di Russia            | Nicola I di Russia                                                   |  |  |       |  |  |                               |  |  |                                   |  |
|                                                  |                       | granduchessa Marija Nikolaevna di Russia            | principessa Carlotta di Prussia                                      |  |  |       |  |  |                               |  |  |                                   |  |
| Bertoldo, margravio di Baden                     |                       | granduchessa Marija Nikolaevna di Russia            |                                                                      |  |  |       |  |  |                               |  |  |                                   |  |
|                                                  | Giorgio V di Hannover | Ernesto Augusto I di Hannover                       |                                                                      |  |  |       |  |  |                               |  |  |                                   |  |
|                                                  | Giorgio V di Hannover | Ernesto Augusto I di Hannover                       |                                                                      |  |  |       |  |  |                               |  |  |                                   |  |
|                                                  | Giorgio V di Hannover | duchessa Federica di Meclemburgo-Strelitz           |                                                                      |  |  |       |  |  |                               |  |  |                                   |  |
| Ernesto Augusto, principe ereditario di Hannover | Giorgio V di Hannover |                                                     |                                                                      |  |  |       |  |  |                               |  |  |                                   |  |
|                                                  |                       | principessa Maria di Sassonia-Altenburg             | Giuseppe, duca di Sassonia-Altenburg                                 |  |  |       |  |  |                               |  |  |                                   |  |
|                                                  |                       | principessa Maria di Sassonia-Altenburg             | Giuseppe, duca di Sassonia-Altenburg                                 |  |  |       |  |  |                               |  |  |                                   |  |
|                                                  |                       | principessa Maria di Sassonia-Altenburg             | duchessa Amalia di Württemberg                                       |  |  |       |  |  |                               |  |  |                                   |  |
| principessa Maria Luisa di Hannover e Cumberland |                       | principessa Maria di Sassonia-Altenburg             |                                                                      |  |  |       |  |  |                               |  |  |                                   |  |
|                                                  |                       | Cristiano IX di Danimarca                           | Federico Guglielmo, duca di Schleswig-Holstein-Sonderburg-Glücksburg |  |  |       |  |  |                               |  |  |                                   |  |
|                                                  |                       | Cristiano IX di Danimarca                           | Federico Guglielmo, duca di Schleswig-Holstein-Sonderburg-Glücksburg |  |  |       |  |  |                               |  |  |                                   |  |
|                                                  |                       | Cristiano IX di Danimarca                           | principessa Luisa Carolina d'Assia-Kassel                            |  |  |       |  |  |                               |  |  |                                   |  |
| principessa Thyra di Danimarca                   |                       | Cristiano IX di Danimarca                           |                                                                      |  |  |       |  |  |                               |  |  |                                   |  |
|                                                  |                       | principessa Luisa d'Assia-Kassel                    | principe Guglielmo d'Assia-Kassel                                    |  |  |       |  |  |                               |  |  |                                   |  |
|                                                  |                       | principessa Luisa d'Assia-Kassel                    | principe Guglielmo d'Assia-Kassel                                    |  |  |       |  |  |                               |  |  |                                   |  |
|                                                  |                       | principessa Luisa d'Assia-Kassel                    | principessa Luisa Carlotta di Danimarca                              |  |  |       |  |  |                               |  |  |                                   |  |
|                                                  |                       | principessa Luisa d'Assia-Kassel                    |                                                                      |  |  |       |  |  |                               |  |  |                                   |  |